# Blauner Mór
Blauner Mór (Ímely, 1876. augusztus 7. – Budapest, 1949. szeptember 7.) ügyvéd, testvére Blauner Miksa (1880–1939) ügyvéd, hitközségi és iskolaszéki elnök.

## Életpályája
Blauner Dávid (1849–1938) és Breuer Hani fiaként született zsidó családban. Tanulmányait a Révkomáromi Községi Népiskolában, illetve a Kegyes-tanítórendek Váci Főgimnáziumában végezte. Ezt követően a Budapesti Tudományegyetem Jog- és Államtudományi Karának (1893–) hallgatója lett. Ügyvédi oklevelének megszerzése után (1901) Budapesten nyitott ügyvédi irodát. Az Országos Ügyvédszövetség és a Választójogi Liga első titkára, 1913 után az Ügyvédi Kamara titkára, főtitkára, végül elnökhelyettese volt. A második zsidótörvény következtében távoznia kellett hivatalából. 1939 márciusában a Pesti Izraelita Hitközség közgyűlésén az elöljáróság tagjai közé választották. A felszabadulás után ismét az Ügyvédi Kamara elnökhelyettese lett. Két évtizeden át az Ügyvédi Kamarai Közlöny felelős szerkesztőjeként működött. Főleg magánjogi, büntetőjogi és kereskedelmi jogi ügyekkel foglalkozott. 
Felesége Reiszmann Laura (1880–1946) volt, Reiszmann Ignác és Spitzer Róza lánya. Gyermekük Blauner Andor (1905–1943) ügyvéd.
A Kozma utcai izraelita temetőben nyugszik.